# Henri Desmarets
Henri Desmarets, francoski baročni skladatelj, * februar 1661, Pariz, † 7. september 1741, Lunéville.